# Comissão de Assuntos Econômicos do Senado Federal do Brasil
A Comissão de Assuntos Econômicos (CAE) é uma atividade legislativa do Senado Federal do Brasil, atualmente presidida pelo senador Renan Calheiros (MDB-AL).. A comissão é formada por 27 senadores e 27 suplentes.
As matérias que passam pela comissão, dentre as atividades, podem alterar ou revogar leis, após terem sido discutidas também em outras comissões.
Em 8 de março de 2016, a CAE elegeu a senadora Gleisi Hoffmann para presidir colegiado ao lugar do então senador Delcídio do Amaral. Em março do ano seguinte, o senador Tasso Jereissati assumiu a presidência da comissão.
Em 2016 o CAE aprovou limites de juros em cartão de crédito, equivalente ao dobro do Certificado de Depósito Interbancário (CDI), redução dos salários dos parlamentares, adequação da Lei de Responsabilidade Fiscal (LRF) à Defensoria pública, entre outras matérias. O projeto de redução de salários dos parlamentares será votado pelo plenário do Senado.

## Composição da CAE
A Comissão de Assuntos Econômicos atualmente é composta pela seguinte formação;
| Composição da Comissão de Assuntos Econômicos do Senado Federal do Brasil (2025-2026) | Composição da Comissão de Assuntos Econômicos do Senado Federal do Brasil (2025-2026) | Composição da Comissão de Assuntos Econômicos do Senado Federal do Brasil (2025-2026) | Composição da Comissão de Assuntos Econômicos do Senado Federal do Brasil (2025-2026) |
| Bloco Parlamentar Democracia (MDB, PSDB, PODE, UNIÃO)                                 | Bloco Parlamentar Democracia (MDB, PSDB, PODE, UNIÃO)                                 | Bloco Parlamentar Democracia (MDB, PSDB, PODE, UNIÃO)                                 | Bloco Parlamentar Democracia (MDB, PSDB, PODE, UNIÃO)                                 |
| Titulares                                                                             | Partido (UF)                                                                          | Suplentes                                                                             | Partido (UF)                                                                          |
| ------------------------------------------------------------------------------------- | ------------------------------------------------------------------------------------- | ------------------------------------------------------------------------------------- | ------------------------------------------------------------------------------------- |
| Eduardo Braga                                                                         | MDB-AM                                                                                | Fernando Farias                                                                       | MDB-AL                                                                                |
| Renan Calheiros                                                                       | MDB-AL                                                                                | Efraim Filho                                                                          | UNIÃO-PB                                                                              |
| Fernando Dueire                                                                       | MDB-PE                                                                                | Jader Barbalho                                                                        | MDB-PA                                                                                |
| Alessandro Vieira                                                                     | MDB-SE                                                                                | Soraya Thronicke                                                                      | PODE-MS                                                                               |
| Alan Rick                                                                             | UNIÃO-AC                                                                              | Veneziano Vital                                                                       | MDB-PB                                                                                |
| Dorinha Seabra                                                                        | UNIÃO-TO                                                                              | Marcio Bittar                                                                         | UNIÃO-AC                                                                              |
| Carlos Viana                                                                          | PODE-MG                                                                               | Giordano                                                                              | MDB-SP                                                                                |
| Plínio Valério                                                                        | PSDB-AM                                                                               | Oriovisto Guimarães                                                                   | PSDB-PR                                                                               |
| Bloco Parlamentar da Resistência Democrática (PSB, PSD)                               |                                                                                       |                                                                                       |                                                                                       |
| Titulares                                                                             | Partido (UF)                                                                          | Suplentes                                                                             | Partido (UF)                                                                          |
| Jorge Kajuru                                                                          | PSB-GO                                                                                | Cid Gomes                                                                             | PSB-CE                                                                                |
| Irajá Silvestre Filho                                                                 | PSD-TO                                                                                | Otto Alencar                                                                          | PSD-BA                                                                                |
| Angelo Coronel                                                                        | PSD-BA                                                                                | Omar Aziz                                                                             | PSD-AM                                                                                |
| Lucas Barreto                                                                         | PSD-AP                                                                                | Nelsinho Trad                                                                         | PSD-MS                                                                                |
| Vanderlan Cardoso                                                                     | PSD-GO                                                                                | Daniella Ribeiro                                                                      | PP-PB                                                                                 |
| Sérgio Petecão                                                                        | PSD-AC                                                                                | Eliziane Gama                                                                         | PSD-MA                                                                                |
| Bloco Parlamentar Vanguarda (PL, NOVO)                                                |                                                                                       |                                                                                       |                                                                                       |
| Titulares                                                                             | Partido (UF)                                                                          | Suplentes                                                                             | Partido (UF)                                                                          |
| Izalci Lucas                                                                          | PL-DF                                                                                 | Magno Malta                                                                           | PL-ES                                                                                 |
| Rogerio Marinho                                                                       | PL-RN                                                                                 | Jaime Bagattoli                                                                       | PL-RO                                                                                 |
| Jorge Seif                                                                            | PL-SC                                                                                 | Eudócia Caldas                                                                        | PL-AL                                                                                 |
| Wilder Morais                                                                         | PL-GO                                                                                 | Eduardo Girão                                                                         | NOVO-CE                                                                               |
| Wellington Fagundes                                                                   | PL-MT                                                                                 | Eduardo Gomes                                                                         | PL-TO                                                                                 |
| Bloco Parlamentar Pelo Brasil (PDT, PT)                                               |                                                                                       |                                                                                       |                                                                                       |
| Titulares                                                                             | Partido (UF)                                                                          | Suplentes                                                                             | Partido (UF)                                                                          |
| Randolfe Rodrigues                                                                    | PT-AP                                                                                 | Teresa Leitão                                                                         | PT-PE                                                                                 |
| Augusta Brito                                                                         | PT-CE                                                                                 | Paulo Paim                                                                            | PT-RS                                                                                 |
| Rogério Carvalho                                                                      | PT-SE                                                                                 | Jaques Wagner                                                                         | PT-BA                                                                                 |
| Leila Barros                                                                          | PDT-DF                                                                                | Weverton Rocha                                                                        | PDT-MA                                                                                |
| Bloco Parlamentar Aliança (PP, Republicanos)                                          |                                                                                       |                                                                                       |                                                                                       |
| Titulares                                                                             | Partido (UF)                                                                          | Suplentes                                                                             | Partido (UF)                                                                          |
| Ciro Nogueira                                                                         | PP-PI                                                                                 | Esperidião Amin                                                                       | PP-SC                                                                                 |
| Luis Carlos Heinze                                                                    | PP-RS                                                                                 | Tereza Cristina                                                                       | PP-MS                                                                                 |
| Mecias de Jesus                                                                       | Republicanos-RR                                                                       | Damares Alves                                                                         | Republicanos-DF                                                                       |
| Hamilton Mourão                                                                       | Republicanos-RS                                                                       | Laércio Oliveira                                                                      | PP-SE                                                                                 |

## Subcomissões

### CAESM - Subcomissão Permanente Municipalista (2025)
A Subcomissão Permanente Municipalista é uma atividade que será vinculada à CAE com a finalidade de opinar sobre questões municipalistas, tais como desenvolvimento econômico social, políticas de financiamento das ações de competência municipal, inclusive mediante transferências constitucionais, endividamento público, política tributária, viabilidade econômica e fiscal para criação, incorporação, fusão e desmembramento de municípios; cooperação técnica e financeira com a União, políticas de geração de emprego e renda; e políticas de ordenamento territorial.

A proposta de implementação da CAESM se deu através de um requerimento do senador Eduardo Gomes (PL-TO), suplente do Bloco Parlamentar Vanguarda, protocolado em 11 de setembro de 2023.